# Grand Prix Francji 1934

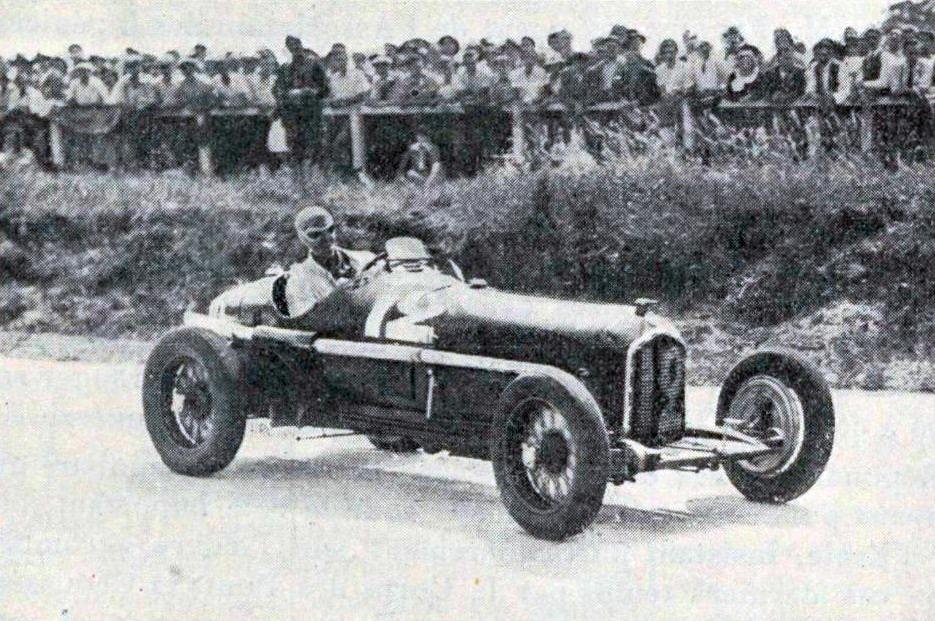
Louis Chiron podczas Grand Prix Francji 1934

Grand Prix Francji 1934 (oryg. XXVIII Grand Prix de l'Automobile Club de France) – jeden z wyścigów Grand Prix rozegranych w 1934 roku, a drugi spośród tzw. Grandes Épreuves.

## Lista startowa
Na niebieskim tle kierowcy, którzy nie wzięli udziału w kwalifikacjach, lecz współdzielili samochód w czasie wyścigu
| Nr | Kierowca                | Zespół                    | Samochód             | Silnik                |   |
| -- | ----------------------- | ------------------------- | -------------------- | --------------------- | - |
| 2  | Hans Stuck              | Auto Union AG             | Auto Union A         | Auto Union 4.4 V-16   | ? |
| 4  | August Momberger        | Auto Union AG             | Auto Union A         | Auto Union 4.4 V-16   | ? |
| 6  | Achille Varzi           | Scuderia Ferrari          | Alfa Romeo Tipo B/P3 | Alfa Romeo 2.9 S-8    | ? |
| 8  | Rudolf Caracciola       | Daimler-Benz AG           | Mercedes-Benz W25    | Mercedes-Benz 3.4 S-8 | ? |
| 10 | Hermann zu Leiningen    | Auto Union AG             | Auto Union A         | Auto Union 4.4 V-16   | ? |
| 12 | Louis Chiron            | Scuderia Ferrari          | Alfa Romeo Tipo B/P3 | Alfa Romeo 2.9 S-8    | ? |
| 14 | Tazio Nuvolari          | Automobiles E. Bugatti    | Bugatti T59          | Bugatti 3.3 S-8       | ? |
| 14 | Jean-Pierre Wimille     | Automobiles E. Bugatti    | Bugatti T59          | Bugatti 3.3 S-8       | ? |
| 16 | Robert Benoist          | Automobiles E. Bugatti    | Bugatti T59          | Bugatti 2.8 S-8       | ? |
| 18 | René Dreyfus            | Automobiles E. Bugatti    | Bugatti T59          | Bugatti 3.3 S-8       | ? |
| 20 | Carlo Felice Trossi     | Scuderia Ferrari          | Alfa Romeo Tipo B/P3 | Alfa Romeo 2.9 S-8    | ? |
| 20 | Guy Moll                | Scuderia Ferrari          | Alfa Romeo Tipo B/P3 | Alfa Romeo 2.9 S-8    | ? |
| 22 | Manfred von Brauchitsch | Daimler-Benz AG           | Mercedes-Benz W25    | Mercedes-Benz 3.4 S-8 | ? |
| 24 | Goffredo Zehender       | Officine Alfieri Maserati | Maserati 8C          | Maserati 2.5 S-8      | ? |
| 26 | Philippe Étancelin      | prywatny                  | Maserati 8CM         | Maserati 3.0 S-8      | ? |
| 30 | Luigi Fagioli           | Daimler-Benz AG           | Mercedes-Benz W25    | Mercedes-Benz 3.4 S-8 | ? |
| 32 | Pete DePaolo            | Ecurie Braillard          | Maserati 8CM         | Maserati 3.0 S-8      | ? |
| ?  | Ernst Henne             | Daimler-Benz AG           | Mercedes-Benz W25    | Mercedes-Benz 3.4 S-8 | ? |
| Nr | Kierowca                | Zespół                    | Samochód             | Silnik                |   |

## Wyniki

### Wyścig
Źródło: kolumbus.fi
| P                                                     | + / – | Nr | Kierowca                           | Konstruktor   | Okr. | Czas / Strata      | Komentarz              |
| ----------------------------------------------------- | ----- | -- | ---------------------------------- | ------------- | ---- | ------------------ | ---------------------- |
| 1                                                     | 5     | 12 | Louis Chiron                       | Alfa Romeo    | 40   | 3h39:14,0          |                        |
| 2                                                     | 1     | 6  | Achille Varzi                      | Alfa Romeo    | 40   | +3:17,9            |                        |
| 3                                                     | 7     | 20 | Carlo Felice Trossi Guy Moll       | Alfa Romeo    | 40   | +4:09,8            | Samochód współdzielony |
| 4                                                     | 4     | 16 | Robert Benoist                     | Bugatti       | 36   | +4 okr             |                        |
| Niesklasyfikowani                                     |       |    |                                    |               |      |                    |                        |
|                                                       |       | 24 | Goffredo Zehender                  | Maserati      | 33   | Tylna oś           |                        |
|                                                       |       | 2  | Hans Stuck                         | Auto Union    | 32   | Silnik             |                        |
|                                                       |       | 14 | Tazio Nuvolari Jean-Pierre Wimille | Bugatti       | 17   | Silnik             | Samochód współdzielony |
|                                                       |       | 18 | René Dreyfus                       | Bugatti       | 16   | Silnik             |                        |
|                                                       |       | 8  | Rudolf Caracciola                  | Mercedes-Benz | 15   | Pompa paliwowa     |                        |
|                                                       |       | 30 | Luigi Fagioli                      | Mercedes-Benz | 14   | Hamulce            |                        |
|                                                       |       | 22 | Manfred von Brauchitsch            | Mercedes-Benz | 11   | Doładowanie        |                        |
|                                                       |       | 26 | Philippe Étancelin                 | Maserati      | 11   | Silnik             |                        |
|                                                       |       | 4  | August Momberger                   | Auto Union    | 10   | Układ kierowniczy  |                        |
| Nie wystartowali / niedopuszczeni do ponownego startu |       |    |                                    |               |      |                    |                        |
|                                                       |       | 10 | Hermann zu Leiningen               | Auto Union    |      |                    |                        |
|                                                       |       | 32 | Pete DePaolo                       | Maserati      |      | Kontuzjowany       |                        |
|                                                       |       | ?  | Ernst Henne                        | Mercedes-Benz |      | Kierowca rezerwowy |                        |
| P                                                     | + / – | Nr | Kierowca                           | Konstruktor   | Okr. | Czas / Strata      | Komentarz              |

### Najszybsze okrążenie
Źródło: teamdan.com
| Nr | Kierowca     | Konstruktor | Czas   | Okr. |
| -- | ------------ | ----------- | ------ | ---- |
| 12 | Louis Chiron | Alfa Romeo  | 5:06,0 |      |